# Corneliu Chifu
Valter-Corneliu Chifu (n. 2 septembrie 1953, București, România) este un voleibalist român, care a făcut parte din lotul echipei naționale de volei a României, medaliată cu bronz olimpic la Moscova 1980.

## Distincții
- Ordinul „Meritul Sportiv” clasa a III-a (15 aprilie 1981) „pentru rezultatele deosebite obținute la Jocurile olimpice de vară de la Moscova — 1980, precum și pentru contribuția adusă la dezvoltarea activității sportive și la creșterea prestigiului sportului românesc pe plan internațional”[1]